# Briand de Crèvecœur
 For alternative betydninger, se Crèvecœur. (Se også artikler, som begynder med Crèvecœur)
Briand de Crèvecœur er en fransk familie, oprindelig Briand , som, da den bosatte sig i Danmark, præsenterede sig som en fransk uradelsslægt; blandt andet ved at knytte  Crèvecœur til sit navn. Crèvecœur var navnet på en ejendom, som familien tidligere have ejet i Frankrig. I Frankrig blev slægten anset som bourgeois og havde aldrig været adelig. 
De fleste danske kilder er baseret på de detaljerede ukorrekte oplysninger, som familien brugte. En gren af familien blev naturaliseret som dansk adel, men denne gren uddøde 1827. En anden ikke-naturaliseret og ikke-adelig slægt blomstrer fortsat via en gren, der udgår fra spindesiden.

## Historie i Danmark
Isaac Briand  (1664 i Paris – 1747 i København) var søn af Jacques Briand, parlamentsadvokat i Paris, og Marie Sainson og forlod Frankrig ved det Nantiske Edikts ophævelse (1685) Frankrig og blev sekretær hos prinsesse Charlotte Amalie, justitsråd, professor i fransk og lærer for kronprins Frederik. Han havde en søster, Judith Henriette Briand (1675 – 9. juni 1743 i København, gift med Samuel le Cercler de la Monerie, 1665-1714). Isaac Briand blev gift i Berlin med Philiberte Girard (død 1751 i København). 
Børn:
1. Isaac Briand (1703 - ?)
2. Isaac François Briand (16. maj 1705 - ? København)
3. Jean Briand (1707-1756 i København), kancelliråd og hofminiaturemaler
4. Thomas Briand (1707 – 22. februar 1769 i Aabenraa), major, miniaturemaler, Gift med Christine Lovise Arenfeldt
5. Christian Briand (27. januar 1709 - 1748), løjtnant, miniaturemaler
6. Othon Fréderic Briand (8. oktober 1710 – 28. juni 1776), landfysikus i Jylland, gift med Marta Frederiksdatter Schurmann, Othon Fréderic Briand kaldte sig ved sin vielse "Briand de Crèvecœur"
7. Elisabeth Sophie Briand (? - ?)

Jean Briand (1707-1756) var fader til Jean Philibert Briand de Crèvecoeur (1738 – 29. december 1786 i København, gift 1732 i København med Philiberte Marie le Fèvre de Caumartin, 1704-1738) var kaptajn i Søetaten. Thomas Briand (1719-1769) var fader til Jean Frederic Briand de Crèvecoeur (17. august 1762 i Rendsborg – 2. september 1827 i Thisted), major af infanteriet. De to blev respektive den 24. oktober 1781 og 21. januar 1784 naturaliserede som dansk adel, men førstnævnte havde ikke sønner, og sidstnævnte var ugift. Derfor uddøde slægten allerede på mandslinjen 1827.

### Othon Fréderic Briand efterslægt
På trods af at Othon Frédéric Briand havde kaldt sig Briand de Crèvecœur ved sin vielse, brugte han det ikke som sit efternavn og hans børn hed alle Briand, fader til:
1. Isaac Briand (25. november 1761 – 17. oktober 1832), ejede Krumstrup, gift med Maren Anne Margareta Pedersdatter Borgen (1767 i Langå på Fyn – 1817) og fader til:
  1. Hans Bredahl Briand (15. maj 1791 – ?)
  2. Frederikke Caspare Briand (2. december 1793 – 15. januar 1866), Gift med David Eberhardt Krone (1786 - ?)
  3. Martha Birgitte Sophie Briand (7. december 1794 – ?)
  4. Peter Friderich Briand (8. februar 1796 – ?)
  5. Wibekke Marie Briand (17. december 1798 – ?)
  6. Anners Briand  (17. juli 1800 – 22. juni 1886), Gift Maren Jørgensen (1806 - ?)
    1. Julius Briand 1834-1914 gift 30 August 1861 med Malvina Liebman 1836-1868
      1. Axel Frederick Briand Crèvecoeur (1863 - ?)
      2. Christian Edmund Luis Persival Briand Crèvecoeur (1864 - ?)
      3. Martha Charlotte Briand Malvina Briand de Crèvecoeur (1866 - ?)
      4. Johanne Sophie Briand Crèvecoeur (1867 - 1868)

    2. Christian Ferdinand Briand (1837 - 1849)

  7. Sophie Hedevig Briand (28. november 1801 – ?)
  8. Birthe Sophie Briand (6. august 1803 – 10. januar 1819)
  9. Gebhard Briand (22. december 1804 – 27. marts 1854), Gift med Marie Elisabeth Dahr (1809 - 1909)
    1. Ana Petrina Briand Crèvecoeur (1841 - ?)
    2. Martha Caspare Briand Crèvecoeur (1843 - ?), Gift 3 November 1871 med Helenus Christian Mourier Petersen
    3. Sophie Briand Vibekke Briand de Crèvecoeur (1845 - ?)
    4. Anthonia Betzy Philiberte Briand Crèvecoeur 1848-1938 gift med Holger Prytz 1848-1930 
      1. Elisabeth Prytz (1. September 1877 - 21. december 1957)
      2. Emmanuel Pryzt (18. juni 1882 - 2. july 1968)
      3. Ingeborg Prytz (22. maj 1887 - 15. juli 1986)
      4. Holger Prytz (23. januar 1889 - 27. august 1961)

  10. Ane Petrine Frederikke Briand (21. september 1806 – 8. marts 1834), Gift med Carl Frederik Sophus Jørgensen (1797 - ?)
    1. Wilhelmine Elisabeth Jørgensen 1832-

  11. Frederik Jørgen Briand (31. oktober 1808 – 27. februar 1897), Gift med Petrea Augusta Sexta Klem (1822 - ?)
    1. Birgitte Susanne Briand de Crèvecoeur (21. december 1841 – 10. september 1848)
    2. Peter Heinrich Briand de Crèvecoeur (18. januar 1844 – ), inspektør i Lönstrup ved Kjelstorp, Sverige, gift 28. april 1894 med Helga Larsen
    3. Anna Maria Briand de Crèvecoeur (18. januar 1844 – )

  12. Preben Briand (18. juni 1812 på Krumstrup – 14. januar 1819)

Anners Briand de Crèvecoeur (1800-1886) overtog Krumstrup. Hans søn Peter Julius Martin August Briand de Crèvecoeur ejede også gården, men solgte den 1874.
Gebhard Briand knyttede Crevecoer til sit navn da han blev gift med Marie Elisabeth Dahr
Frederik Jørgen Briand var sognepræst til Nørre Søby og Heden Sogne.

### Efterkommere af Emmanuel Briand de Crèvecoeur
Kontreadmiral Emmanuel Prytz (1882-1969) var søn af oberstløjtnant i rytteriet Holger Prytz (1848-1930) og Antonie Betzy Philibertha Briand de Crèvecoeur (1848 - 1938), datter af forpagter Gebhard Briand de Crèvecoeur (1804-1854) og Marie Dahr. I 1905 fik Emmanuel Prytz kongelig tilladelse til at føre navnet Briand de Crèvecoeur. Hans efterkommere bærer således navnet uden at  tilhøre slægten agnatisk. Da den kongelige tilladelse blev givet var hele familien under den formodning at de nedstammede fra en Fransk adelsslægt, hvilket var grunden til at familien bad Emmanuel Prytzt tage hvad der for dem var familienavnet, for at undgå at det døde ud.
1. Karen Eschricht (1882 - 1962), 2. oktober 1908, Ægteskabet opløst
2. Marie Louise Alvilda Scavenius (1897 - 1978), 4. juni 1919, Ægteskabet opløst
  1. Alix Briand Crevecoeur (21. august 1920 - 2002), Gift med Gunnar Helgesen.
    1. Annelis Helgesen (? - ?)
    2. Britt Helgesen (? - )
      1. Patrik Helgesen (? -)

    3. Bo Helgesen (? - )

  2. Jean Philippe Briand Crevecoeur (29. august 1923 - 24. marts 2007) 
    1. Forhold med Alice Birk Asager Henriksen
      1. Lise Grøndahl

    2. Gift med Marin Gudrunn Gisladottir Johannsen (1929 - 1995)
      1. Yvonne Marie Louise Briand Crevecoeur (3. november 1950 - 17. februar 2002)
        1. Noel Francisco Mora Briand Crevecoeur (? - )

      2. René Gisli Briand Crevecoeur (2. december 1953 - )

  3. René og Ulla Briand de Crèvecoeurs grav i HumlebækRené Jacques Briand Crevecoeur (9. april 1932 - 22. januar 2006), Gift
    1. Ulla Clausen
      1. Jacques Briand de Crévécoeur (? - ?)
      2. Pierre Philippe Briand de Crévécoeur (? -)

    2. Ulla Rosenberg (30. december 1937 - 21. april 2005)
      1. André Briand de Crèvecoeur (født 28. december 1961), gift med Anne-Mette Briand de Crèvecoeur (født 23. juli 1961), fader til 
        1. Jacqueline Briand de Crèvecoeur
        2. Alexander Briand de Crèvecoeur
        3. Michel Briand de Crèvecoeur.

      2. Michel Briand de Crèvecoeur (født 7. november 1963), gift med Inge Briand de Crèvecoeur (født Petersson 31. december 1969)
      3. Jean-Claude Briand de Crèvecoeur (født 18. maj 1965)
3. Anna Frida Carla Zimmermann, født Hermansen (1896 - 1961)

Han var gift med Marie Louise Alvilda Scavenius (1897-1978), datter af Peder Brønnum Scavenius (1866-1949), og fader Alix Briand de Crèvecoeur, Jean Philippe Briand de Crèvecoeur, René Jacques Briand de Crèvecoeur (9. april 1932 i Gentofte – 22. januar 2006).
René Jacques Briand de Crèvecoeur (9. april 1932 i Gentofte – 22. januar 2006) var gift (4. februar 1961) med Ulla Rosenberg (30. december 1937 i Randers – 21. april 2005) og fader til: